# Masacre de Lawrence

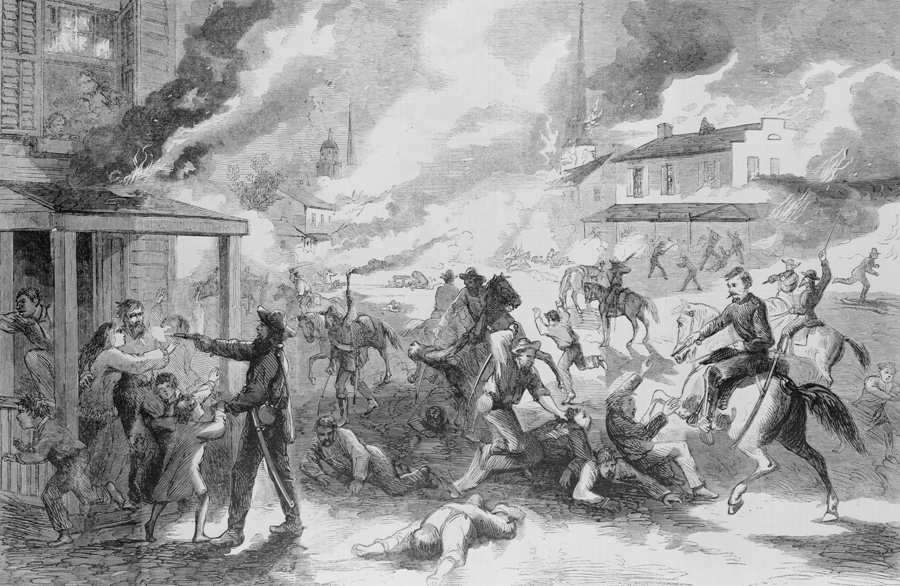
Recreación de la masacre de Lawrence el 21 de agosto de 1863

La masacre de Lawrence (también conocida como "la redada de Quantrill") tuvo lugar durante la guerra civil estadounidense el 21 de agosto de 1863 y fue un ataque de guerrilleros confederados bajo William Clark Quantrill a la ciudad de Lawrence, Kansas.

## Antecedentes
A finales de la década de 1850, cuando el territorio de Kansas estaba a punto de ser admitido en los Estados Unidos de América, estalló un serio conflicto en el estado sobre si Kansas debía ser admitido en la Unión con o sin esclavitud. El Congreso de los Estados Unidos había decidido que los pueblos de Kansas y Nebraska debían decidir por sí mismos sobre la cuestión de la esclavitud (véase la Ley de Kansas y Nebraska de 1854), y muchos opositores radicales y partidarios de la esclavitud acudieron en masa a Kansas para influir en el voto a su favor. Como resultado de los enfrentamientos, pronto estallaron disturbios armados y el ejército tuvo que mantener el orden.
Cuando estalló la guerra civil estadounidense el 12 de abril de 1861, Kansas y el vecino Misuri se encontraron enfrentados. Las tropas confederadas y de la Unión libraron una larga y sangrienta guerra de guerrillas en la que numerosas bandas de forajidos de ambos bandos cometieron crímenes  bajo el pretexto de acción militar.

## Acciones contra Quantrill
Uno de los partisanos confederados más notorios era William Clark Quantrill. Con el fin de privarlo de apoyo, el general Thomas Ewing Jr. arrestó a todos aquellos que creía que estaban ayudando a Quantrill (principalmente parientes de partisanos) y los envió, especialmente mujeres y niños, a prisiones improvisadas en Kansas City. Uno de los edificios utilizados como prisión se derrumbó y murieron cinco mujeres. Quantrill y sus partidarios culparon a la Unión de sus muertes y juraron venganza. A esto se suma el hecho de que la ciudad de Osceola, Misuri, fue atacada por los Jayhawkers, contrarios a la esclavitud, liderados por James Henry Lane, que la quemaron matando a varios residentes.

## Ataque a Lawrence
El ataque comenzó cuando Quantrill, procedente del Monte Oread en la madrugada del 21 de agosto de 1863, atacó la ciudad de Lawrence con varios cientos de hombres. Uno de los principales objetivos del ataque fue la captura (o asesinato) del senador James Henry Lane. Pero fallaron porque, sorprendido por el ataque, pudo escapar a un maizal en bata. Unos 200 hombres y niños fueron asesinados, por lo general ante los ojos de sus familiares. Cuando Quantrill y sus seguidores dejaron la escena de la masacre alrededor de las nueve de la mañana, la mayoría de los edificios de la ciudad estaban en llamas. También saquearon y robaron todo lo que pudieron conseguir. El banco local también fue robado y casi todos los negocios fueron devastados. El ataque a Lawrence sería recordado en el norte como uno de los peores actos de violencia de la guerra.

## Desenlace
El 25 de agosto, cuatro días después del ataque a la ciudad, el general Ewing emitió su Orden General N.º 11, en la que ordenó la evacuación forzada de cuatro condados de Misuri a lo largo de la frontera con Kansas. Las tropas de la Unión escoltaron a los evacuados y quemaron edificios e infraestructuras, destruyendo campos de cultivo y matando todo el ganado que pudieron con el fin de dificultar la obtención de alimentos por parte de los guerrilleros. Las áreas devastadas de esta manera se conocieron posteriormente como el "Distrito Quemado". Quantrill y sus hombres huyeron a Texas, donde pasaron el invierno con otras tropas confederadas.